# Diego Velázquez de Cuéllar
Diego Velázquez de Cuéllar (ur. ok. 1465, zm. 1524) – hiszpański konkwistador. Dowodził podbojem Kuby, której potem został gubernatorem.

## Wygląd i charakter
Ówczesny hiszpański dominikanin Las Casas, w swojej kronice tak opisywał wygląd Velazqueza: Jasnowłosy gigant z miłą twarzą i skłonnościami do tycia a tak jego charakter: miał wesołe usposobienie i mówił tylko o przyjemnościach. Rozmowa z nim przypominała przekomarzanie się rozbrykanych młodzieńców. Lubił ucztować. Zdarzało się, że wpadał w złość, nie należał jednak do ludzi mściwych. Przebaczał niemal wszystko, kiedy minął mu zły humor. Chociaż nie miał dzieci, był dumny ze swej rodziny i w razie potrzeby wiedział jak strzec własnej godności.
Również ówczesny baskijski kapitan Juan Bono de Quejo zeznał w czasie dochodzenia w sprawie Velazqueza, że był on dobrym chrześcijaninem a także oddanym sługą Ich Królewskich Mości i dobrze traktował Indian.

## Życiorys
Diego Velazquez pochodził ze szlacheckiej rodziny od dawna osiadłej w Cuéllar, starym kastylijskim mieście między Valladolid a Segowią. Miał trzech braci: Antóna, Cristóbala i Juana. W latach osiemdziesiątych XV wieku uczestniczył w wojnie o Granadę, z której wyszedł schorowany. W roku 1493, mając 28 lat, towarzyszył Kolumbowi w jego drugiej wyprawie do Ameryki. Następnie osiadł na Haiti (Hispanioli) i został członkiem dworu Bartolomé Colóna. Wkrótce stał się jednym z najbogatszych ludzi na Hispanioli. Następnie gubernator Ovando mianował go swym zastępcą w wojnach z Indianami na zachodzie. Był jednym z dwóch kapitanów odpowiedzialnych za straszliwą masakrę Indian w Xaragua, w roku 1503, lecz zazwyczaj starał się być dla Indian łagodnym.
W roku 1511 zebrał trzystu trzydziestu konkwistadorów i wspomagającą ich grupę Indian w malutkim porcie Salvatierra de la Sábana; przepłynął z nimi cieśninę Conal del Viento i rozpoczął podbój Kuby. Pierwszy obóz założył w Baracoa, czyli Nuestra Señora de la Asunción, jak później przemianował tę miejscowość. Tamtejsi Indianie nie stawiali zbytniego oporu Hiszpanom. W ciągu kilku lat Velazquez, jego zastępca Panfilo de Narvaez oraz inni dowódcy utworzyli na Kubie siedem miast, które istnieją do dzisiaj (w tym Hawanę i Trynidad). Początkowo głównym miastem było Baracoa, lecz później Velazquez zdecydował się na przeniesienie kwatery głównej do Santiago de Cuba.
Był właścicielem lub współwłaścicielem dziesięciu hacjend na Kubie, niektóre z nich miał do spółki z genueńskimi kupcami z Sewilli: Juanem Francisco de Grimaldo lub Gasparem Centurionem. Żoną Velazqueza była jego kuzynka Maria de Cuéllar, która zmarła w 1512 roku, wkrótce po ślubie. W tym czasie był zastępcą gubernatora Diega Colóna na Kubę i rozdzielcą Indian na tejże wyspie, myślał jednak żeby jak najprędzej zmienić ten stan rzeczy.
W grudniu roku 1516 postarał się o pozwolenie królewskie na zorganizowanie ekspedycji za zachodni kraniec Kuby. Velazquez dał część pieniędzy na wyprawę, resztę wyłożyli jej uczestnicy Lope de Ochoa de Caicedo, Cristóbal de Morante oraz przywódca wyprawy – Francisco Hernández de Córdoba. Wyprawa powróciła w II połowie 1517 roku. Przyniosła dużo nowych wiadomości, więc Velazquez zdecydował się wysłać kolejną; tym razem dowódcą został jego krewniak Juan de Grijalva. Velazquez sfinansował trzy z czterech statków, resztę mieli załatwiać kapitanowie. Ekspedycja wyruszyła pod koniec stycznia 1518 roku z Santiago de Cuba. Nowa wyprawa przyniosła jeszcze więcej nowych, ciekawych wiadomości (szczególnie o złocie), więc Velazquez nie czekając aż powróci reszta ekspedycji (Grijalva z trzema statkami) zaczął przygotowywać trzecią. Na jej czele stanął Hernán Cortés, przyszły zdobywca Meksyku. Velazquez z Cortesem opłacili większość kosztów wyprawy, resztę znowu dołożyli kapitanowie statków. Celem miało być odnalezienie reszty poprzedniej wyprawy, zaludnienie i odkrycie nowych terytoriów.
Wyprawa ta wyruszyła z sześcioma statkami 18 listopada 1518 roku, jednak jeszcze przed wypłynięciem Velazquez pokłócił się z Cortesem i cofnął mu pozwolenie na wypłynięcie; dotarło to jednak do Cortesa za późno. Velazquez wysyłał następnie skargi do króla na Cortesa. W maju 1519 roku Velazquez otrzymał tytuł Adelantado Jukatanu i Meksyku, ale jego stanowisko na Kubie nie zmieniło się. Wysyłał również za Cortesem wyprawy, mające na celu jego zawrócenie, w tym największą z Panfilem de Narvaezem na czele w marcu 1520 roku, która to nie odniosła sukcesu i po pobiciu jej została przyłączona do konkwistadorów Cortesa. Następne lata jego życia to rządzenie na podupadłej Kubie, staranie się o tytuł gubernatora Kuby, uczestnictwo w rozprawie sądowej skierowanej przeciw niemu oraz wysyłanie do króla dalszych skarg na Cortesa, które nie przynosiły dużego skutku.
Diego Velazquez zmarł w 1524 roku, jak powiadano, z wściekłości, zanim zakończyło się dochodzenie przeciwko niemu. Mimo iż śmierć zastała go w biedzie, zostawił pieniądze na trzysta mszy za swoją duszę, które miały być odprawione w kościele San Fernando w Cuéllar, a także na kilka innych zbożnych celów w klasztorze Santa Clara w tym samym mieście.